# Вим Хоф
Вим Хоф (хол. Wim Hof; Ситард, 20. април 1959), познат као The Iceman (транскр.  'Ајсман', прев. Ледени Човек), холандски је екстремни спортиста и мотивациони говорник. Познат је по својој способности да издржи ниске температуре. Држао је Гинисов рекорд у пливању под ледом и контакту целог тела са ледом, а држи и рекорд за босоног полумаратон на леду и снегу. Приписује ове подвиге својој Вим Хоф методи (ВХМ), комбинацији честе изложености хладноћи, техникама дисања и медитације. Хофов метод је био предмет неколико научних студија, са различитим резултатима.

## Дела
- Hof, Wim (1998). Klimmen in stilte [Climbing in silence] (на језику: холандски). Altamira. ISBN 9789069634395.
- Hof, Wim (2000). De top bereiken is je angst overwinnen [Reaching the top is overcoming your fear] (на језику: холандски). Andromeda. ISBN 9789055991136.
- Hof, Wim; Rosales, Justin (2012). Becoming the Iceman : pushing past perceived limits. Mill City Press. ISBN 9781937600464.
- Hof, Wim; Jong, Koen A.M. de (2015). Koud kunstje : wat kun je leren van de iceman?. Uitgeverij Water. ISBN 9789491729256.
- Carney, Scott and Wim Hof (introduction). (2017) What Doesn't Kill Us: How Freezing Water, Extreme Altitude and Environmental Conditioning Will Renew Our Lost Evolutionary Strength.  9781635652413
- Hof, Wim (2020). The Wim Hof Method. Penguin Random House. ISBN 9781846046292.